# Phalera combusta
Phalera combusta är en fjärilsart som beskrevs av Walker 1855. Phalera combusta ingår i släktet Phalera och familjen tandspinnare. Inga underarter finns listade i Catalogue of Life.